# Semut (Wonokerto)
Semut is een bestuurslaag in het regentschap Pekalongan van de provincie Midden-Java, Indonesië. Semut telt 1778 inwoners (volkstelling 2010).